# Jermak (partyzánská jednotka)

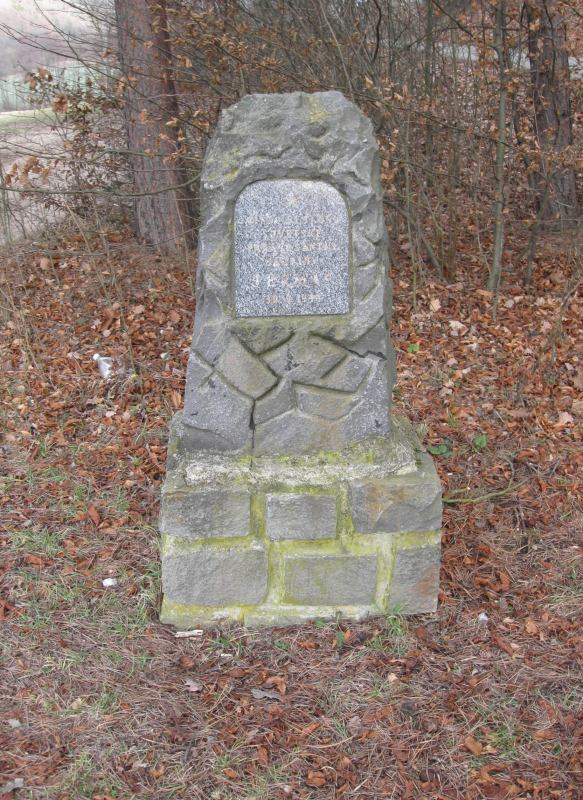
Památník sovětské partyzánské skupině Jermak, která do Rakoveckého údolí seskočila na padácích dne 30. 9. 1944

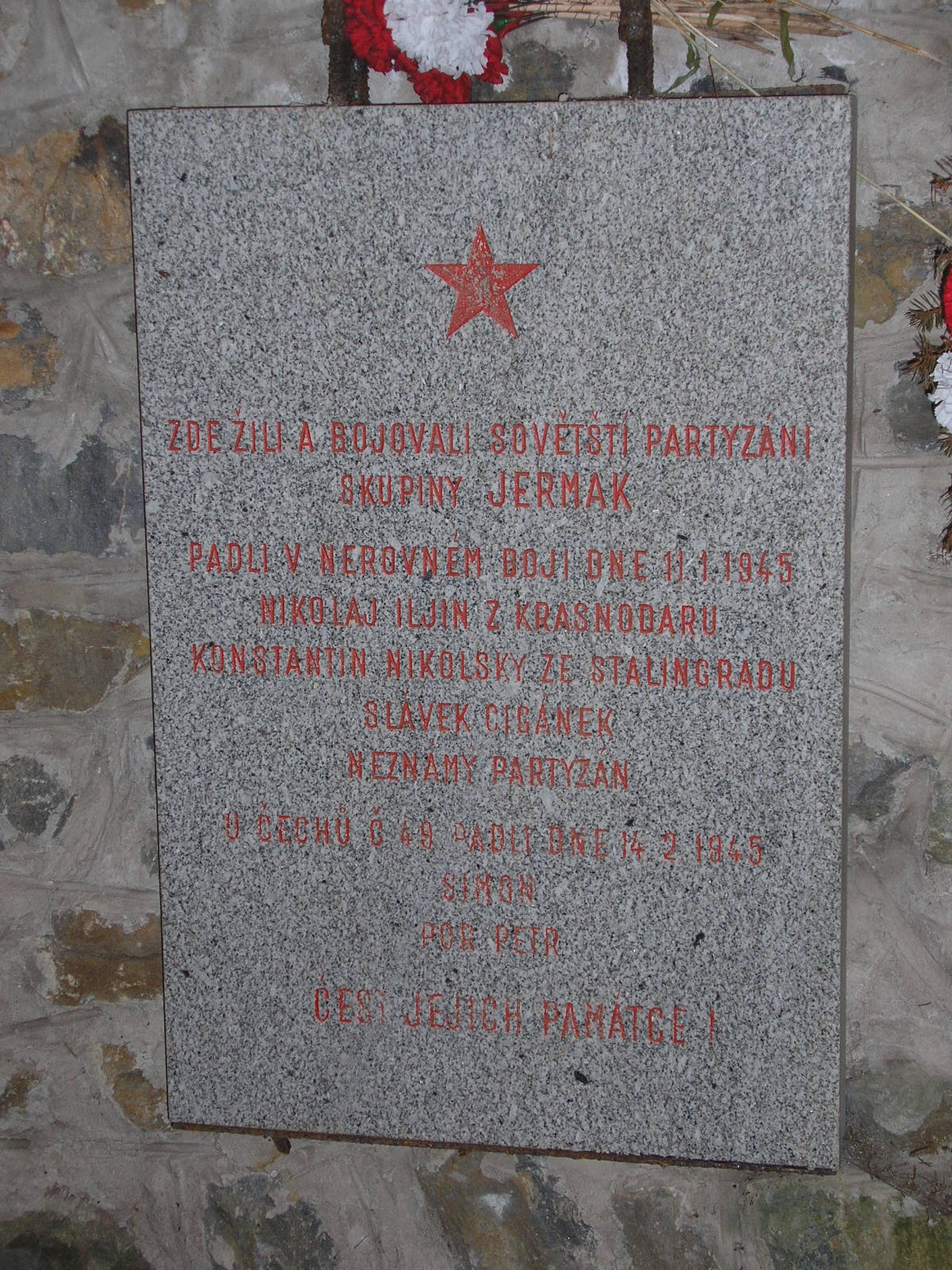
Pamětní deska v zemljance nedaleko Nýrova, kde padli Nikolaj Iljin a Konstantin M. Nikolskij z výsadku Jermak

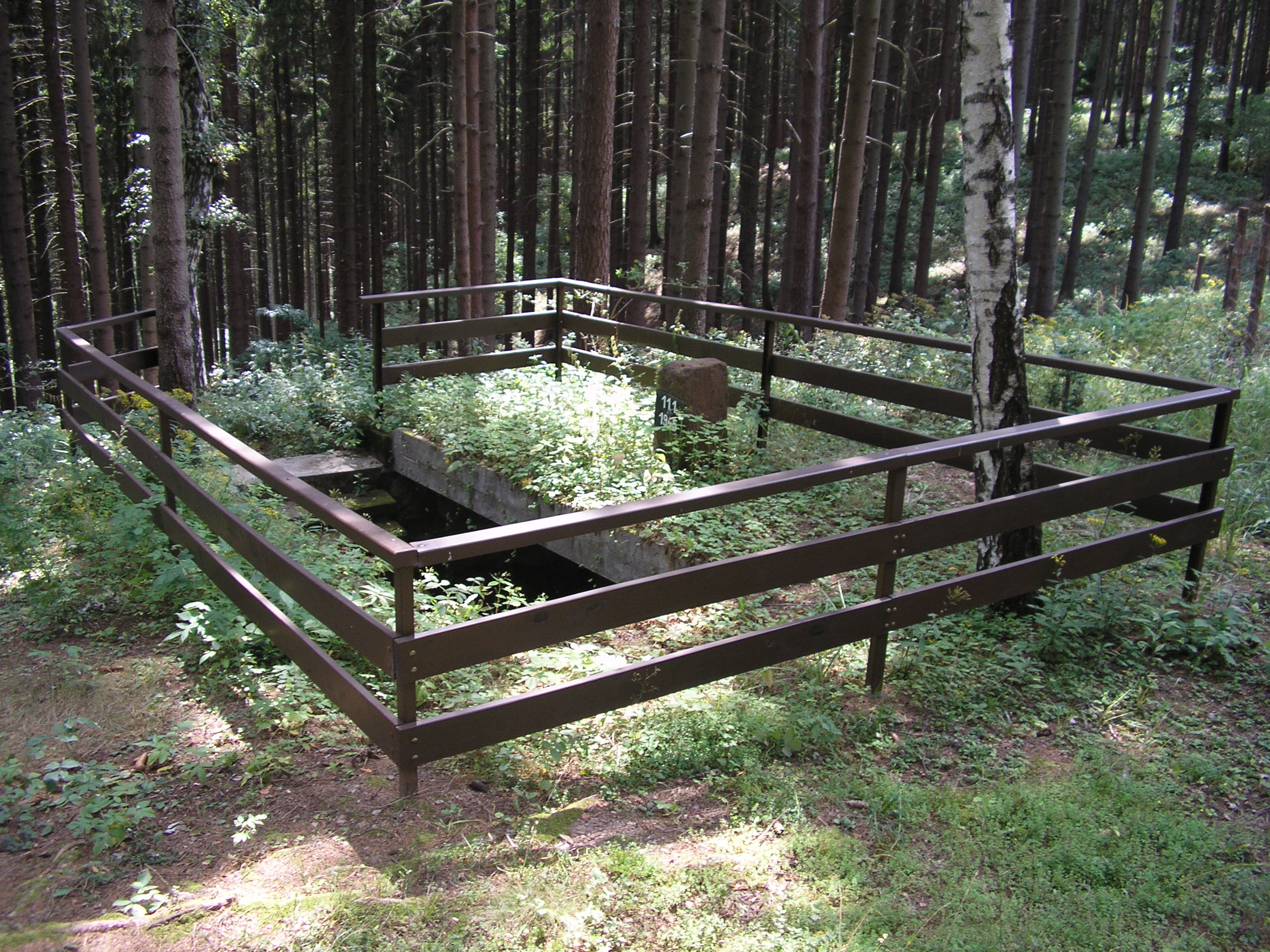
Zemljanka nedaleko Nýrova

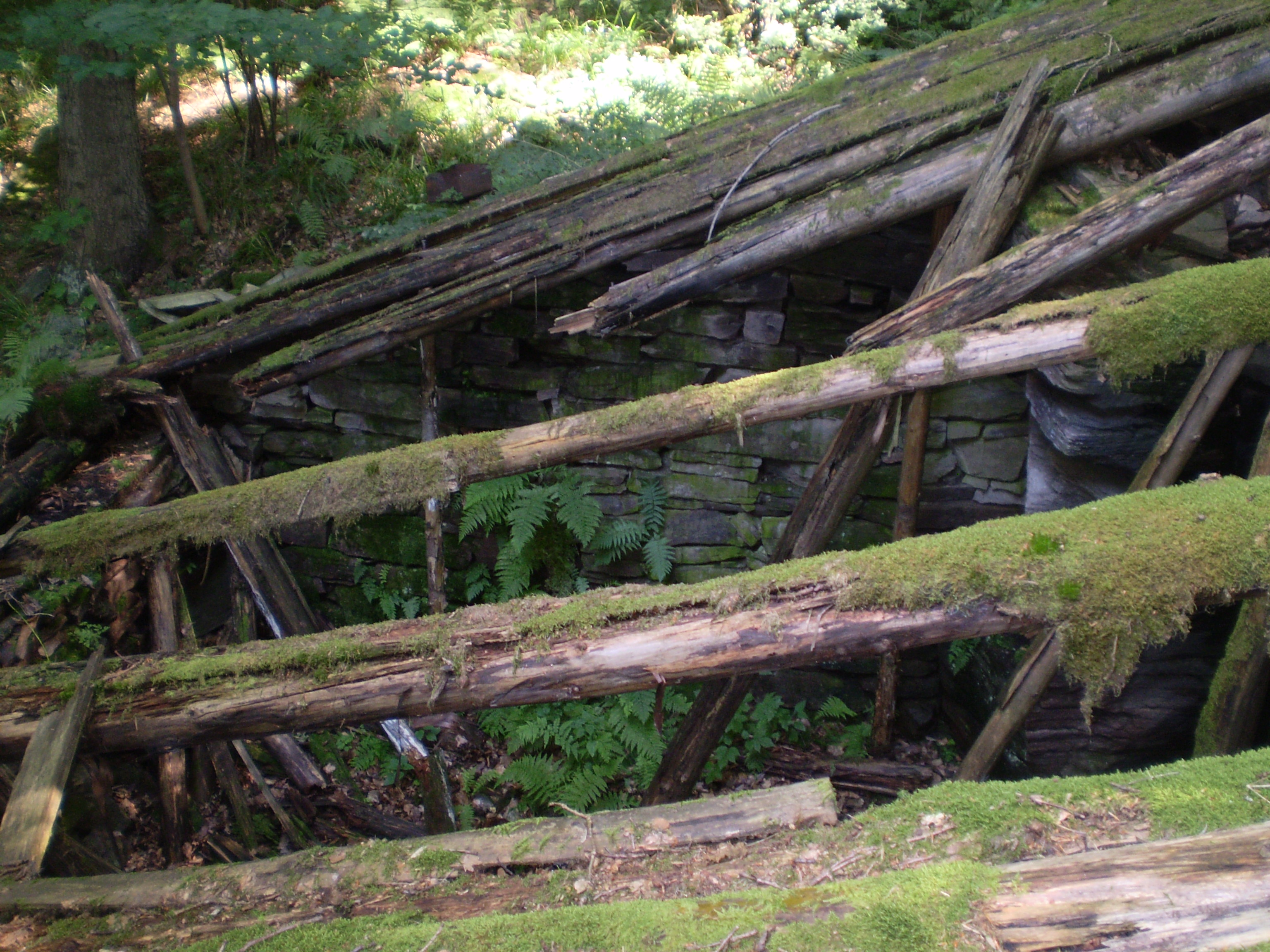
Pozůstatky bunkru na vrchu Páleniny

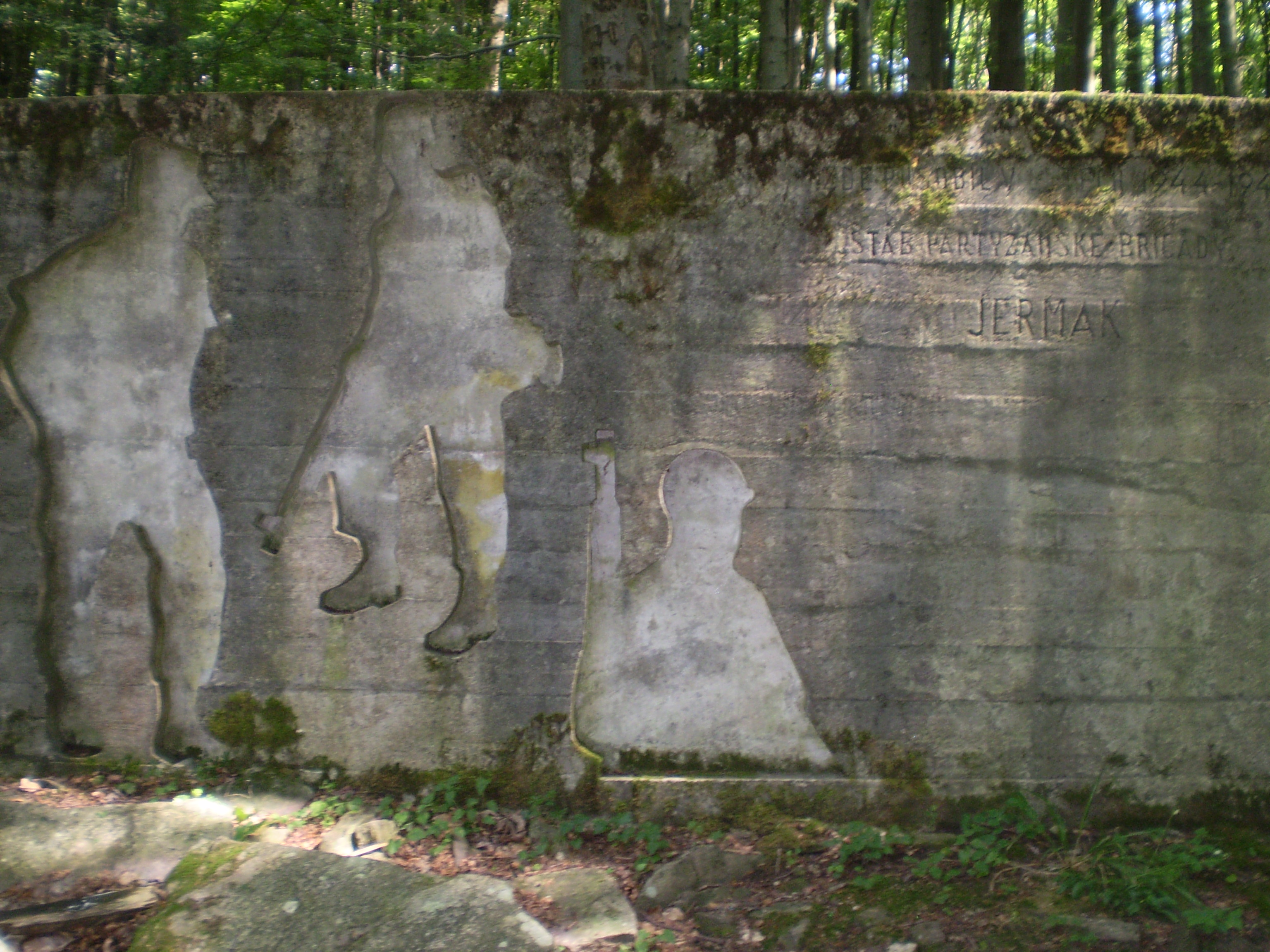
Pomník u bunkru partyzánské skupiny Jermak na vrcholu Páleniny

Jermak byl krycí název sovětského organizátorského výsadku, poté partyzánské skupiny a nakonec partyzánské brigády operující na území Protektorátu Čech a Morava. Oddíl, který do svých řad absorboval řadu uprchlých sovětských zajatců i místních obyvatel, působil zejména v prostoru Drahanské vrchoviny, kde ke konci války provedl řadu sabotážních akcí.

## Sestavení a vysazení výsadku
Výsadek byl sestaven v srpnu 1944 a měl patnáct členů, čtrnáct Rusů a jednoho Poláka:
- velitel – Nikolaj Ivanovič Dmitrijev
- náčelník štábu – Maxim Fjodorovič Petrovskij
- politický komisař – Leonid Jefremovič Železňak
- ošetřovatelka – Naděžda Vasiljevna Ivanovová
- radistky – Ariadna Jevdokimovna Paršinová, Dina Mefodijevna Šapovalovová
- členové – Zdislaw Nowacki, Grigorij M. Žukov, Andrej Jegorovič Fursenko, Konstantin M. Nikolskij, Nikolaj Iljin, Roman Vasiljevič Chlud, Grigorij Semjonovič Litviško, Fjodor A. Mitin, Jakov K. Kolomijec

Původně měla jednotka 1. září 1944 překročit bojovou linii v prostoru města Frysztak v Polsku, avšak to se jí nepodařilo. Proto byla v noci z 30. září na 1. října na druhý pokus vysazena na Moravě letecky. Operačním územím skupiny byla určena vesnice Studnice u vojenského újezdu Březina. Výsadek přistál v Rakoveckém údolí mezi Ruprechtovem a Račicemi.
Samotný seskok se nepodařilo utajit a proto se celý prostor seskoku stal cílem německé pátrací akce. Výsadkářům se sice podařilo uniknout, ale přišli o část vybavení.

## Činnost
Výsadkářům se během přesunu podařilo získat řadu kontaktů mezi místním obyvatelstvem a zároveň do svých řad přijal skupinu uprchlých ruských zajatců. Díky rozrůstání se skupiny byl oddíl rozdělen a od listopadu 1944 některé skupiny operovaly samostatně. Proti Jermaku brněnské gestapo nasadilo konfidenty a tzv. protibandy (Gegenbande) tvořené Rusy a Ukrajinci, kteří spolupracovali s nacisty. Ti se vydávali za partyzány a po obyvatelstvu požadovali pomoc. Ti, kteří se nechali oklamat byli následně zatýkáni gestapem.

### Rozdělení oddílu
Začátkem prosince se gestapu podařilo získat informace o schůzce partyzánských velitelů včetně několika příslušníků oddílu Jermak ve Žďárné. Během přepadu byli dva partyzáni zabiti, dalším z nich, včetně radistky Paršinové se podařilo uniknout. Jádro Jermaku se poté přesunulo k Prosetínu. Další část Jermaku se gestapu podařilo vypátrat u Nýrova. Zde na jejich lesní bunkr 11. ledna 1945 zaútočil speciální stíhací oddíl s příslušníky gestapa. Během boje padli všichni čtyři partyzáni. Z důvodu probíhajících akcí německého bezpečnostního aparátu byl oddíl Jermak rozdělen na menší části a jeho činnost utlumena.

### Provokatéři
Začátkem února 1945 se gestapu podařilo zajmout a následně přimět ke spolupráci jednoho z ruských partyzánů, který následně nejen vyzradil řadu údajů o činnosti Jermaku, ale začal i pro gestapo pracovat jako provokatér. Díky dalším údajům získaným mučením odbojářů se podařilo Němcům získat informace o chystané schůzce velitelů Jermaku a Třetí čs. úderné roty generála Luži 26. února. Místo schůzky, hájovnu nedaleko Šerkovic obsadili provokatéři převlečení za partyzány. Po příchodu velitelů došlo k boji, při kterém padl velitel Jermaku Dmitrijev, Železňak byl zajat a v dubnu popraven. V následném zatýkání byla zatčena řada spolupracovníků Jermaku.

### Nové velení
Po padlém Dmitrijevovi převzal velení jeho zástupce Petrovskij. Ztráta velitelů a sítě spolupracovníků donutila část Jermaku k dalšímu utlumení činnosti. Části oddílu operujícího na Poličsku a Prostějovsku zůstaly nedotčené. Od března začaly tyto skupiny podnikat diverzní akce proti dopravním komunikacím, zejména železnici.

#### Poškozený most u Heleníně
Dne 10. dubna 1945 byl pětičlennou skupinou partyzánů náloží poškozen most u obce Helenín. Most byl na trase Jihlava - Brno. Most po vjetí vlaku s německými vojáky nevydržel a tři vagóny se zřítily do řeky Jihlavy. Smrtí 65 a zraněním 115 německých vojáků se, podle amatérského historika Jiřího Vybíhala, jednalo o největší diverzní akci provedenou partyzány na území Protektorátu.
Původně patnáctičlenný výsadek se rozrostl a byl rozdělen. Oddíly, nesoucí název Jermak, působily na Prostějovsku, Olomoucku, Vyškovsku, v okolí Poličky a Velkého Meziříčí. Některé skupiny prováděly diverzní akce na železnici, proti německým kolonám či vyzbrojovací přepady četnických stanic. Další skupiny se převážně zabývaly zásobovacími akcemi, ale i akcemi tzv. individuálního teroru (trestání a zastrašování kolaborantů a osob německé národnosti).

#### Akce v Javoříčku
Skupina Jermak-Fursenko působící v oblasti Litovle se zabývala zásobováním a individuálním terorem. Dubnová akce roku 1945 v Javoříčku, kdy byli partyzány zavražděni 3 lidé v tamní hájovně (matka se dvěma dětmi), vedla k vypálení celé obce Javoříčko oddílem SS. Součástí akce SS bylo povraždění 38 obyvatel Javoříčka, všech přítomných mužů starších 15 let.Poznámka - tato akce není ověřená a zní kontroverzně.

## Ztráty
Partyzánský oddíl, později partyzánská brigáda Jermak za dobu svého působení v Protektorátu sdružila 286 bojovníků, z čehož bylo 35 Čechů a ještě větší počet pomocníků a podporovatelů. Nižší počet Čechů byl dán začleněním velkého počtu uprchlých sovětských zajatců. Například když byla 15. prosince 1944 uzavřena dohoda o vstupu příslušníků dosud samostatného partyzánského oddílu Čapajev (Bachmutskij-Serinek) do řad silnějších jednotek operujících v oblasti – do Jermaku a do Doktora Miroslava Tyrše, volili Sověti zpravidla Jermak a Češi Doktora Miroslava Tyrše.
Jednotka provedla celkem 243 bojových akcí a vykolejila 23 vlaků. V bojích zabila 1 279 nepřátelských vojáků a 734 jich zajala. Z vlastních řad padlo 39 partyzánů.